# Tim Richter
Tim Richter (* 27. März 1989 in Hamburg) ist ein deutscher Eishockeyspieler, der seit der Saison 2019/20 beim ECDC Memmingen in der Oberliga Süd auf der Position des Stürmers spielt.

## Karriere
Richter begann seine Eishockeykarriere im Nachwuchs des EV Füssen, wo er mehrere Altersklassen durchlief und unter anderem in der Junioren-Bundesliga spielte. Zur Spielzeit 2006/07 stand der Flügelstürmer erstmals im Kader der Senioren des EV Füssen und absolvierte seine ersten Partien in der Oberliga. Ein Jahr später gehörte der Linksschütze bereits zum Stammkader, wurde jedoch zeitweise bis zur Saison 2009/10 auch in der Junioren-Bundesliga eingesetzt und entwickelte sich stetig weiter. In der Saison 2010/11 erreichte er seinen bisherigen Höhepunkt und erzielte in insgesamt 48 Oberliga Partien, einschließlich Playoffs, 52 Scorerpunkte.
Im Juli 2011 wurde bekanntgegeben, dass Tim Richter zum Oberliga-Meister und Aufsteiger SC Riessersee in die 2. Eishockey-Bundesliga wechselt.
Nach nur einer Saison beim SC Riessersee wurde bereits im April 2012 bekannt, dass Richter von den in der DEL agierenden Hannover Scorpions verpflichtet wurde.
Nach weiteren Stationen in der zweiten Spielklasse kehrte Richter im Mai 2015 nach Garmisch zurück, ehe er zur Saison 2018/2019 zu den Bayreuth Tigers wechselte.
Seit Dezember 2019 spielt er beim Oberligisten ECDC Memmingen.

## Erfolge und Auszeichnungen
- 2010 Junioren-Bundesliga-Meister mit dem EV Füssen

## Karrierestatistik
(Legende zur Spielerstatistik: Sp oder GP = absolvierte Spiele; T oder G = erzielte Tore; V oder A = erzielte Assists; Pkt oder Pts = erzielte Scorerpunkte; SM oder PIM = erhaltene Strafminuten; +/− = Plus/Minus-Bilanz; PP = erzielte Überzahltore; SH = erzielte Unterzahltore; GW = erzielte Siegtore; 1 Play-downs/Relegation; Kursiv: Statistik nicht vollständig)